# I love you... Torito
 I love you... Torito es una película filmada en colores de Argentina dirigida por Edmund Valladares   según el guion de Cecilia Polimei escrito sobre el libro de Valladares, que se estrenó el 27 de junio de 2002 y que tuvo como protagonistas a Erika De Boero y   Paco Ortega. Fue declarado de interés especial por la Secretaría de Cultura del Gobierno de la ciudad de Buenos Aires y fue invitado por el jurado de UNICIPAR para la selección del festival de Alemania y por el Festival de Sevilla, España.

## Sinopsis
Cuatro sainetes recrean la vida privada y la carrera profesional del boxeador Justo Suárez, apodado "el torito de Mataderos”, así como la época en la que transcurrió.

## Reparto
- Erika De Boero
- Paco Ortega
- Joel Spina
- Sergio Di Giovanni
- Fausto Collado
- Alejandro Puissegur
- Nino Mato
- Vita Escardó
- Héctor Luna
- Carlos Ameroso
- Carlos Berraymundo
- José Andrada
- Cecilia Morales Wayar
- Víctor Laplace …Voz en off
- Carlos Davis

## Comentarios
Adolfo C. Martínez opinó sobre el filme en La Nación :

”La idea de esta producción, según Valladares, nació y creció a partir de una escultura de bronce de cinco toneladas realizada por él, inspirada en un cuento de Julio Cortázar e instalada frente al Museo de Bellas Artes…esta nueva producción se va entretejiendo a través de escenas de ficción, noticieros y fotografías de la época y recuerdos entrañables acerca de ese muchacho soñador que, nacido en Mataderos, tuvo su momento de esplendor boxístico, conoció el aplauso y la gloria y murió, solo y olvidado, en un hospital público…. el relato entreteje el devenir del Torito de Mataderos con la dramática historia social y política de la Argentina, a partir de la década del treinta, y de la mano de los triunfos y de los fracasos de Justo Suárez, desarrolla un amplio pantallazo de un país enredado entre el fraude, los golpes militares, la inmigración, la pobreza y las riquezas acumuladas por unos pocos en contra de la simpleza del trabajo cotidiano….Valladares…añadió al paralelismo entre la existencia de Justo Suárez y las ciclotímicas circunstancias de nuestra realidad escenas de sainetes de la época, que intentan apuntalar lo que la pantalla resalta con indudable fuerza. Estos fragmentos sainetescos son, posiblemente, los medios más apropiados para que el film pierda algo de su enorme vigor y de su gran originalidad. Pero Valladares es, fundamentalmente, un hombre que hace de las figuras y de los colores el ideario de sus puestas en escena. Y así, con una cámara inquieta, con un nervioso montaje, con una apropiada música y con una inteligente visión de luces y encuadres, hace de "I love you... Torito", un film distinto, atípico en cuanto a su realización y subyugante en su propósito de encaminar un relato del que subyase la nostalgia por una Argentina perdida en el humo del tiempo y recrea la problematizada vida de aquel Torito de Mataderos que, como muchos de los mitos populares, murió pobre y alejado de las luces y de los aplausos.

Si bien el elenco muestra algunos altibajos, ellos son compensados con todos los rubros técnicos más el exacto texto narrado por Víctor Laplace, y con este entramado imaginativo, Valladares, maestro de la pintura, retorna con vigor a su trayectoria de cineasta.”

Marcela Gamberini comentó en El Amante del Cine:

”El problema…es que no logra establecer un eje desde el cual contar la historia del boxeador y se pierde -junto con los espectadores- en un maremágnum de imágenes y discursos diversos. Película histórica, biografía, investigación, documental, musical, todos estos géneros conviven en  el film desorganizadamente sin encontrar un eje narrativo ni estético.”

## Premio
Recibió el premio para terminación de largometraje del Instituto Nacional de Cine y Artes Audiovisuales de Argentina.